# Frauentor
Brama niewiast – gotycka brama, znajdująca się w Norymberdze umieszczona w ciągu średniowiecznych murów miejskich. Brama znajduje się przy dawnym kasztorze św. Klary. Nazwa pochodzi od sióstr byłego klasztoru żeńskiego, którego pozostałością jest Kościół św. Klary. Pomiędzy bramą a basztą znajduje się dzielnica rzemieślników Handwerkerhof.

## Źródła
- Thoben In: Michael Diefenbacher, Rudolf Endres (Hrsg.): Stadtlexikon Nürnberg. 2., verbesserte Auflage. W. Tümmels Verlag, Nürnberg 2000, ISBN 3-921590-69-8